# نادي بليث سبارتانز
نادي بليث سبارتانزز هو نادٍ لكرة القدم يقع في مدينة بليث، نورثمبرلاند، ويشارك حاليًا في الدوري الشمالي الممتاز ويلعب في كروفت بارك.
تأسس النادي في سبتمبر عام 1899 على يد فريد ستوكر، الذي كان أول سكرتير للنادي قبل أن يصبح طبيبًا بارزًا في شارع هارلي ستريت في لندن. قرر تسمية الفريق على اسم الجيش الإسبرطي اليوناني، أملًا في أن يقدم اللاعبون كل ما لديهم على أرض الملعب. يشتهر النادي بحملته في كأس الاتحاد الإنجليزي 1977–78، حيث وصل إلى الدور الخامس قبل أن يخسر أمام ريكسهام في مباراة إعادة على ملعب سانت جيمس بارك.

## تاريخ النادي
في البداية، لعب النادي مباريات ودية فقط قبل الانضمام إلى دوري شمال شرق إنجلترا في عام 1901. وكانت أول بطولة مسجلة لهم هي الفوز بالدوري في عام 1901، تلتها نجاحات أخرى في 1905–06 و1906–07. ثم انضم النادي إلى تحالف كرة القدم الشمالي وظل هناك لمدة ستة مواسم، حيث فاز بالدوري في 1908–09 و1912–13.
في عام 1913، ارتقى النادي إلى مستوى أعلى بانضمامه إلى دوري شمال شرق إنجلترا للمحترفين، وظل هناك حتى توقف الدوري في عام 1958. ورغم المنافسة الشديدة، حقق النادي القليل من الإنجازات، بما في ذلك الفوز بالدوري في موسم 1936–37 وكأس الدوري في 1950 ومرة أخرى في 1955. بعد انتهاء دوري شمال شرق إنجلترا، حاول النادي حظه في دوري ميدلاند ودوري شمال المقاطعات، وكلاهما انتهى عند انهيار الدوريات.
في أوائل الستينيات، تم إحياء دوري شمال شرق إنجلترا، وقدم النادي أداءً جيدًا. لكن الدوري عانى من العديد من المشكلات وتوقف نهائيًا. ووجد النادي نفسه دون دوري مناسب للمحترفين، وفي عام 1964 قرر التحول إلى الهواة والانضمام إلى دوري شمال إنجلترا لكرة القدم. خلال 29 عامًا في الدوري، حقق النادي سجلًا متميزًا بفوزه بالبطولة 10 مرات وحصوله على المركز الثاني 5 مرات. ووصل بليث إلى الدور الخامس من كأس الاتحاد الإنجليزي في 1977–78. بعد أن تغلب على تشستر فيلد ونادٍ آخر غير دوري في الجولة الثانية والثالثة، تمكن من الفوز على ستوك سيتي (الذي كان قد هبط مؤخرًا من الدوري الممتاز) في الجولة الرابعة. تم تحديد موعد المباراة التالية خارج ملعبه أمام ريكسهام، حيث انتهت المباراة بالتعادل 1–1. كان من الممكن أن يفوز بليث بالمباراة لولا قرار حكم المباراة إعادة تنفيذ ركلة زاوية لريكسهام بسبب مخالفة فنية، مما سمح لديكسي مك نيل بتسجيل هدف التعادل في اللحظات الأخيرة للنادي الويلزي. أقيمت مباراة الإعادة في ملعب سانت جيمس بارك التابع لنيوكاسل يونايتد، حيث شاهدها جمهور بلغ عدده 42,167، وخسر بليث المباراة بنتيجة 2–1، ما يعني أنه فقد فرصة مواجهة أرسنال على أرضه.
أهلت حملة كأس الاتحاد الإنجليزي 1977–78 بليث للتنافس على كأس ديبنهمز 1978، وهي مباراة ذهاب وإياب تقام بين الفريقين الأكثر تقدمًا من خارج الدرجتين الأعلى في نظام دوريات كرة القدم الإنجليزية الذين تأهلوا بعيدًا في كأس الاتحاد الإنجليزي. واجه بليث ريكسهام مرة أخرى وانتصر بنتيجة 3–2 في مجموع المباراتين، بعد فوزه 2–1 خارج ملعبه في ويلز وتعادله 1–1 على أرضه في المباراة الثانية. كانت مباراة كروفت بارك آخر مباراة لعبت في تاريخ كأس ديبنهمز القصير، وبذلك ظل بليث حامل الكأس حتى اليوم. أعيدت الكأس إلى كروفت بارك في عام 2019 بعد أن فُقدت في مكاتب شركة دبنهامز لمدة 41 عامًا.

### الصعود إلى القمة
جاءت الفرصة التي لا تُنسى لبليث في موسمهم الأول في دوري شمال إنجلترا الممتاز (1995–96)، حيث سافروا إلى نادي بوري في دوري الدرجة الثالثة وحققوا فوزًا 2–0. في الجولة الثانية، سافر بليث مرة أخرى، وهذه المرة إلى فريق ستوكبورت كاونتي إف سي في دوري الدرجة الثانية، حيث خسروا 2–0. كان الموسم الأول للنادي في الدوري الشمالي الممتاز لا يُنسى، حيث فازوا ببطولة القسم الأول وكأس دوري القسم الأول من يوني فيلا. منذ صعودهم، حافظ النادي على مكانته في القسم الممتاز، حيث احتل المركز السادس والسابع في أول موسمين له، كما فاز بكأس الرئيس بفوزه على نادي رانكورن هالتون في النهائي. في كأس الاتحاد الإنجليزي 1997–98، تحت إدارة جون بوريدج، سافر بليث إلى نادي بلاكبول في دوري الدرجة الثانية. في المباراة الأولى في الدور التمهيدي، انتهت المباراة بفوز بلاكبول 4–3 بهدف في الدقيقة الأخيرة.

### القرن الواحد والعشرون
بعد هذا النجاح، بدأ المسؤولون التنفيذيون بالنظر أولًا إلى جون تشارلتون (ابن جاك تشارلتون) تلاه بول بيكر كمديري الفريق، لكنهما لم يتمكنا من الاستمرار في هذا النجاح، مما خيب آمال الجماهير.

#### هاري دان
تم تعيين هاري دان مديرًا للفريق للمرة الثانية في أكتوبر 2004. في موسم 2005–06، قاد دان ومساعده غراهام فينتون فريق بليث للفوز بدوري شمال إنجلترا الممتاز وكأس رئيس الدوري الشمالي وكأس بيتر سويلز التذكاري، ومع ذلك حصلوا على الترقية إلى دوري المؤتمرات الشمالي.
في موسمهم الأول في دوري المؤتمرات الشمالي، رسخ بليث مكانته في النصف العلوي من الجدول، حيث استمتعوا أيضًا بفترة قصيرة في المركز الأول. انتهى الموسم بفشل بليث في الوصول إلى مرحلة البلاي أوف في اليوم الأخير، حيث احتلوا المركز السابع.
ومع ذلك، في الموسم التالي، وجد فريق بليث نفسه في الجهة المعاكسة من الجدول، رغم أن بعض الانتصارات في نهاية الموسم (بما في ذلك فوز 2-0 ضد بطل المستقبل، كيتيرينغ تاون) ساعدت بليث في الحفاظ على مكانه في دوري المؤتمر الشمالي. وكان الموسم الثالث قصة مشابهة، حيث كافح بليث طوال الموسم، لكن الانتصارات في نهاية الموسم ساعدت مرة أخرى في تجنب هبوط النادي.
مرّت 11 سنة قبل أن يصل بليث إلى الدور الأول مرة أخرى، ولكن أخيرًا في موسم 2008–09 عاد بليث إلى مسار الكأس. فوزهم في جولات التأهيل ضد ويتبي تاون ‏، بوكستون وشيفيلد إف سي ساعد بليث في الوصول إلى الدور الأول لأول مرة منذ عام 1997. وجاءت المواجهة في أرضه ضد فريق الدوري الثاني الساعي للصعود شروزبري تاون ليكون كروفت بارك المضيف لأول مرة منذ عام 1981. وقد كانت النتيجة متوافقة مع المناسبة حيث فاز بليث 3-1 بكل راحة.
في الدور الثاني، سافر بليث لملاقاة فريق الدوري الثاني نادي بورنموث، الذي كان يضم دارين اندرتون ضمن لاعبيه. انتهت المباراة الصعبة بالتعادل 0-0، حيث سجل جد دالتون هدف التأهل في الدقيقة الأخيرة. وتم بث المباراتين على الهواء مباشرة عبر سيتانتا الرياضة [الإنجليزية].
في الدور الثالث، لعب بليث ضد الدوري الإنجليزي الممتاز للمرة الأولى في تاريخه عندما استضاف بلاكبيرن روفرز في كروفت بارك. في مباراة تم تغطيتها مباشرة عبر سيتانتا الرياضة، خسر بليث 1-0 بهدف وحيد سجله لاعب السنة التشيلي كارلوس فيلانويفا من ركلة حرة مباشرة في الدقيقة 59. كان الفوز سيضمن مواجهة مع جيرانهم في الشمال الشرقي ساندرلاند في ملعب الضوء. بعد حملتين ناجحتين للحفاظ على مكانه في دوري المؤتمر الشمالي، شهد موسم 2008-09 نهاية فترة المدرب هاري دان الثانية في كروفت بارك. لم يتم إضاعة الوقت في تعيين خليفته، وفي 9 مايو تولى المدرب السابق لفريق هارتلبول يونايتد، دارلينغتون واحتياطيي شيفيلد يونايتد ميك تايت المنصب لفترة ثانية في كروفت بارك.

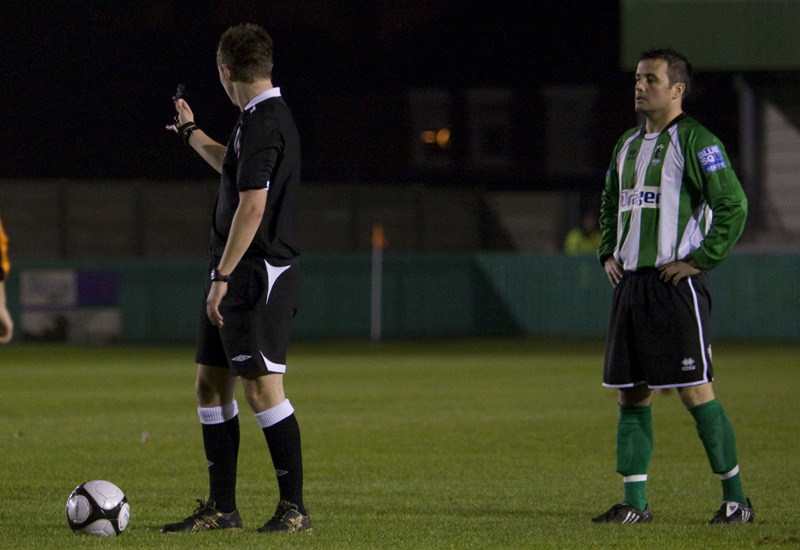
بول برايسون يستعد لتنفيذ ركلة حرة لبليث

#### تراجع النادي
تم الإعلان في مايو 2011 أن مساعد المدرب آنذاك في ويتلي باي، ستيف كوجي، سيتولى منصب المدير الفني. هو ومساعده غافين فيل قاموا بإعادة بناء الفريق بالكامل في ذلك الصيف، مما أدى إلى رحيل لاعبين شعبيين مثل روبي ديل. بعد حماسة أولية بعد فترة ما قبل الموسم الجيدة، كانت العروض على الملعب ضعيفة للغاية. ومع ذلك، تأهل بليث إلى الدور الأول في كأس الاتحاد الإنجليزي بعد الفوز على درويلسدين 2–1 في ملعبه في إعادة الدور الرابع من التصفيات قبل أن يخسر 2–0 أمام منافسه نادي غيتزهد. بعد الهزيمة من إف سي هاليفاكس، غادر ستيف كوجي النادي في ديسمبر. في وقت لاحق من ذلك الشهر، تولى اللاعب السابق في نيوكاسل يونايتد تومي كاسيدي المسؤولية، ولكن استمرت العروض الضعيفة. أخيرًا، في 24 مارس 2012، تم تأكيد أول هبوط لبليث بعد الخسارة 1–0 على أرضه أمام غلوستر سيتي.
شهد موسم ما قبل الموسم التالي فقدان بليث للاعبين ذوي الجودة الذين لم يتم تعويضهم. بدأ الموسم بنتائج متباينة وبعد الخروج المبكر من كأس الاتحاد الإنجليزي وكأس الإتحاد الإنجليزي للهواة [الإنجليزية]، تم إقالة كاسيدي. في أكتوبر، تحت إشراف المدرب المؤقت بادى أتكينسون، استمرت العروض السيئة بما في ذلك الهزيمة 8–1 خارج ملعبه أمام ووركسوب تاون ‏. في 8 مارس، استقال بادى أتكينسون.

#### عصر توم ويد
في 12 مارس 2013 تم الإعلان عن تعيين مدرب مؤقت آخر، توم ويد، ليشغل المنصب حتى نهاية الموسم. بعد بعض التحسن في النتائج، تم منح ويد تمديد عقد للموسم 2013-14 في أوائل أبريل. في الصيف، جلب ويد شبابًا واعدين مثل روب نولان ودين هولمز من نورث شيلدز ‏. في أوائل أغسطس وقع آران ويرماوث من بيشوب أوكلاند ‏ مقابل رسوم قدرها 1500 جنيه إسترليني. في موسم 2014-15 فاز بليث بكأس شمالمبرلاند. في كأس الاتحاد الإنجليزي 2014، وصل بليث مرة أخرى من الجولة التأهيلية الأولى إلى الجولة الثالثة بشكل كامل. في الجولة التأهيلية الأولى، تعادل بليث 0-0 مع دارلنغتون وفاز 3-0 في ملعبه بهدف من روبي ديل ورأسيّة من دان ماجواير. ثم سحب بليث لملاقاة سكيلمرسديل يونايتد ‏ خارج ملعبه. على الرغم من السجل الضعيف في الدوري، فاز بليث 4-1. كان على بليث أن يسافر مجددًا حيث لعب ضد ميكلوفر سبورتس. وبعد 90 دقيقة من اللعب بدا أنه سيتم إعادة المباراة في كروفت بارك، لكن جاريت ريفرز سجل هدفًا في الوقت بدل الضائع ليحول المباراة لصالح بليث إلى الجولة التأهيلية الرابعة. سحب القرعة ضد ليك تاون ‏ أدى إلى رحلة طويلة أخرى لمشجعي بليث. فاز بليث 4-3 بعد مباراة مثيرة شملت ضربة جزاء ضائعة في الوقت بدل الضائع من قبل ليك كينسي.
في الجولة الأولى، لعب بليث على أرضه ضد ألتريتشام. كانت هذه هي أول مباراة على أرضه في كأس الاتحاد الإنجليزي 2014-15. شهد الجمهور في ملعبه البالغ عددهم 1,763 أداءً أثار الشكوك في بعض الأحيان حول الفريق الذي يلعب في مستويين أعلى من الآخر. أحرز ديل وماجواير هدفين لكل منهما ليتركوا الجماهير مسرورة بالفوز 4-1 الذي سيأخذ بليث إلى الجولة الثانية للمرة الرابعة عشرة في تاريخه.
في الجولة الثانية، سافر بليث إلى نادي هارتلبول يونايتد على الساحل الشمالي. سيطر فريق الدوري الإنجليزي الدرجة الثانية على المباراة في الشوط الأول، لكن هدفًا رائعًا من ركلة حرة من تيرنبل وهدف آخر في الدقيقة التسعين من جاريت ريفرز قلبا المباراة لصالح بليث. تم عرض الانتصار المدهش على الهواء مباشرة على بي بي سي.
لعب الفريق على أرضه ضد برمنغهام سيتي، وهو ما وصفه ستيفن تيرنبل بشكل مثير للجدل بـ "نوع من الخيبة"، حيث كان كل مشجع لبليث يأمل في مواجهة مع نادي من الدوري الإنجليزي الممتاز. بعد فرصتين لنيكولا زيجيش من أجل برمنغهام، سيطر بليث على المباراة وسجل ديل هدفين في الشوط الأول. كان بليث متقدمًا 2-0 في الاستراحة، وكانت الآمال في تحقيق مفاجأة أخرى في كأس الاتحاد الإنجليزي ضخمة. ومع ذلك، سجل فريق برمنغهام ثلاثة أهداف في ست دقائق لينهي آمال الفريق الشمالي الشرقي في الوصول إلى الجولة الرابعة للمرة الثانية.
في موسم 2015-16، وعلى الرغم من العروض المخيبة في معظم المسابقات الكأسية، أثبت بليث أنهم الفريق المسيطر في دوريهم. ومع ذلك، على الرغم من الوصول إلى العلامة المميزة 99 نقطة، تم التغلب عليهم على يد نادي دارلنغتون وفقدوا نصف نهائي التصفيات أمام نادي ووركينغتون التي انتهت 4-3 لصالح الفريق الضيف. بعد عشرة أيام، خسر بليث 4-3 مرة أخرى، هذه المرة أمام فريق الدوري الشمالي نورث شيلدز في نهائي كأس شمالمبرلاند في سانت جيمز بارك.